# Peridiole

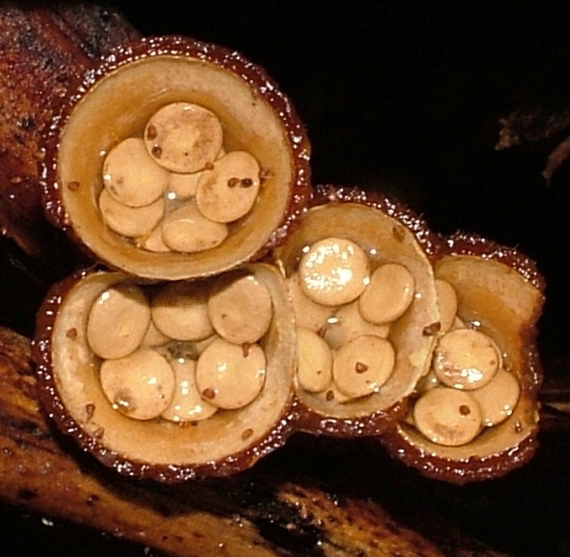
Peridioles van Crucibulum laeve

Peridiole (meervoud Peridiolen) zijn kleine structuren die het hymenium en sporen bevatten. Bij rijpheid worden deze uit het peridium weggeschoten.